# Aeroportul Gulbarga
Aeroportul Gulbarga (IATA: GBI, ICAO: VOGB) este un aeroport din India ce deservește zona Kalaburagi⁠(d). Aeroportul a fost tranzitat în decembrie 2022 de 6.995 de pasageri. A fost numit după zona deservită.
aeroportul dispune de o singură pistă.